# Asindulum nigrum
Asindulum nigrum is een muggensoort uit de familie van de Keroplatidae. De wetenschappelijke naam van de soort is voor het eerst geldig gepubliceerd in 1805 door Latreille.